# Pinotxo (pel·lícula de 2022 de Guillermo del Toro)
Pinotxo (originalment en anglès, Pinocchio, també coneguda com Guillermo del Toro's Pinocchio) és una pel·lícula musical de fantasia fosca animada stop-motion estatunidenca dirigida per Guillermo del Toro i Mark Gustafson, basada en el disseny de Gris Grimly de la seva edició del 2002 de la novel·la italiana Les aventures de Pinotxo de Carlo Collodi de 1883. La pel·lícula suposaria el debut en la direcció del llargmetratge d’animació de Del Toro. Protagonitzada originalment per les veus de Gregory Mann, Ewan McGregor, David Bradley, Ron Perlman, Tilda Swinton, Christoph Waltz, Cate Blanchett, Tim Blake Nelson, Finn Wolfhard, Burn Gorman i John Turturro. Té un guió de Del Toro, Gris Grimly, Patrick McHale i Matthew Robbins i una història de Del Toro i Robbins.
Produït per The Jim Henson Company i ShadowMachine en coproducció amb Necropia Entertainment, Del Toro va anunciar Pinotxo el 2008 i inicialment el llançament estava programat pel 2013 o 2014, però el projecte va entrar en desenvolupament. El gener del 2017, es va anunciar que McHale coescrivia el guió, però el novembre del 2017 es va suspendre la producció, ja que cap estudi estava disposat a proporcionar finançament. La producció es va recuperar a l'any següent després de ser adquirida per Netflix.
La pel·lícula es va estrenar el 9 de desembre de 2022 amb doblatge en català. El doblatge va ser produït per Deluxe Spain i dirigit per Maria Lluïsa Magaña a partir de la traducció i l'adaptació de Josep Llurba. Compta amb les veus d'Alex Rodés (Pinotxo), Xavi Fernández (Grill), Lluís Marco (Geppetto), Jordi Boixaderas (Podestà), Alicia Laorden (Fada de fusta i Mort) i Pep Anton Muñoz (Comte Volpe), entre d'altres.

## Argument
A la Itàlia feixista de la dècada dels 30 té lloc una relectura fosca i retorçada del famós conte de fades de Carlo Collodi sobre un titella de fusta que pren vida i somia a convertir-se en un noi real. Quan Pinotxo cobra vida, resulta que no és un noi agradable, ja que causa malifetes i juga a trucs malignes. "Una història d'amor i desobediència quan Pinotxo lluita per complir les expectatives del seu pare".

## Repartiment de veu
| Personatge/s       | Doblatge original | Doblatge en català |
| ------------------ | ----------------- | ------------------ |
| Pinotxo/Carlo      | Gregory Mann      | Alex Rodés         |
| Sebastià J. Grill  | Ewan McGregor     | Xavi Fernández     |
| Geppetto           | David Bradley     | Lluís Marco        |
| Podestà            | Ron Perlman       | Jordi Boixaderas   |
| Fada de fusta/Mort | Tilda Swinton     | Alicia Laorden     |
| Comte Volpe        | Christoph Waltz   | Pep Anton Muñoz    |
| Spazzatura         | Cate Blanchett    | Núria Mediavilla   |
| Cotxer             | Tim Blake Nelson  |                    |
| Arna               | Finn Wolfhard     | Jaume Solà         |
| Mestre Cherry      | John Turturro     |                    |
| Carabiniere        | Burn Gorman       | Albert Mieza       |

## Producció

### Desenvolupament

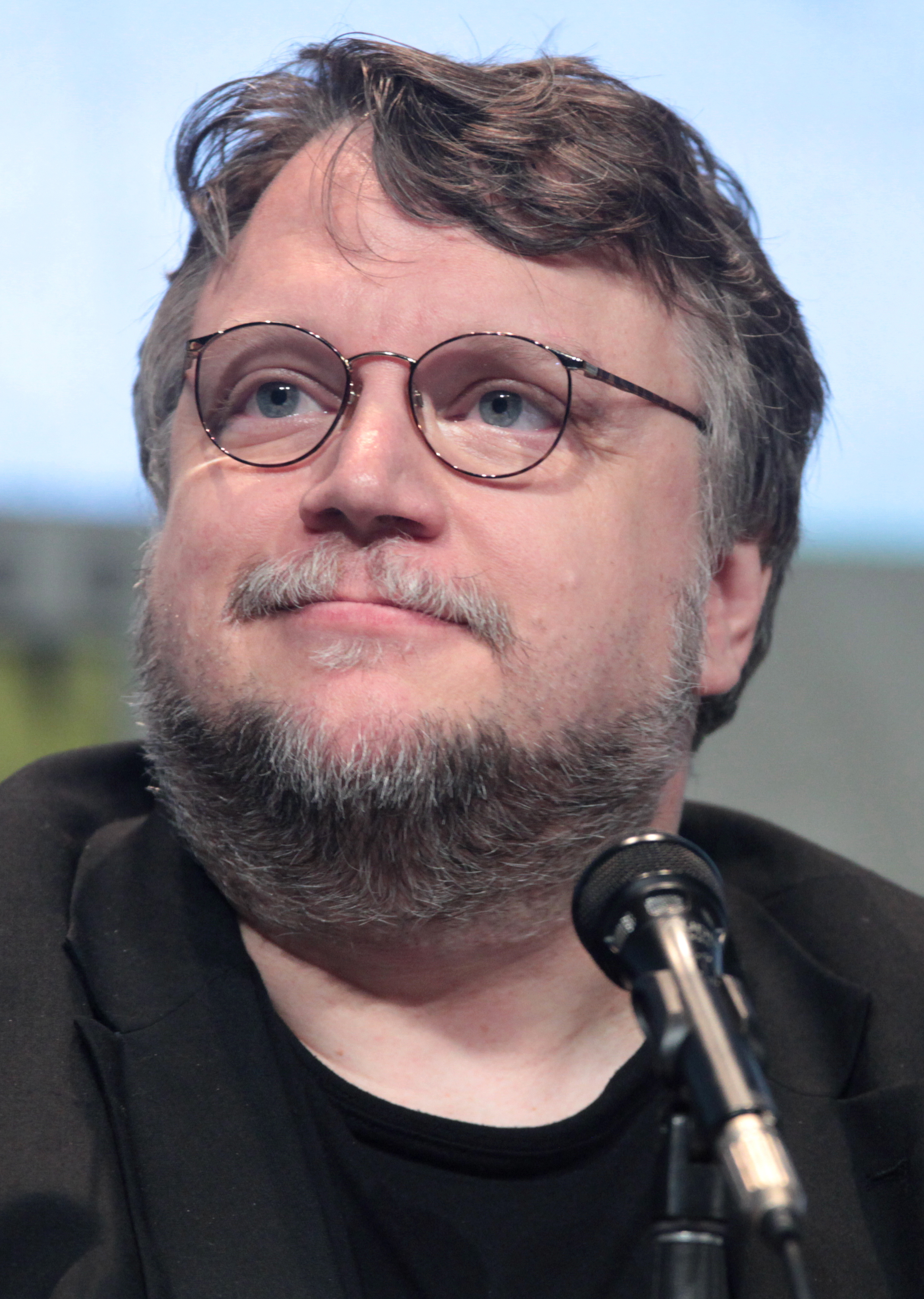
Guillermo del Toro va treballar a la pel·lícula des del 2008.

El 2008, Guillermo del Toro va anunciar que el seu proper projecte, una adaptació més fosca de la novel·la italiana Les aventures de Pinotxo, estava en desenvolupament. Anomenà Pinocchió elseu projecte al qual hi posà passió, afirmant que: "cap forma d'art ha influït més en la meva vida i la meva obra que l'animació i cap personatge de la història ha tingut una connexió personal tan profunda amb mi com Pinotxo", i "he volgut fer aquesta pel·lícula des que tinc memòria". El 17 de febrer de 2011 es va anunciar que Gris Grimly i Mark Gustafson codirigirien una pel·lícula animada stop-motion de Pinotxo escrita per Guillermo del Toro, Matthew Robbins i Grimly basada en els dissenys de Grimly, amb del Toro produint juntament amb The Jim Henson Companyia i Pathé. El 17 de maig de 2012, del Toro va agafar el relleu de Grimly. El febrer de 2012, Del Toro va llançar algunes mostres d'art conceptual amb els dissenys de Pinotxo, Geppetto, el Grill-Parlant, Mangiafoco i la Guineu i el Gat. El 30 de juliol de 2012 es va anunciar que la pel·lícula seria produïda i animada per ShadowMachine. Estava previst que es llancés originalment el 2013 o 2014, però el projecte es va endinsar en el desenvolupament, sense més informació durant anys.
El 23 de gener de 2017, Patrick McHale va ser anunciat per coescriure el guió amb del Toro. El 31 d'agost de 2017, del Toro va dir a IndieWire i al 74è Festival Internacional de Cinema de Venècia que la pel·lícula necessitaria un augment pressupostari de 35 milions de dòlars més o que es cancel·laria. El 8 de novembre de 2017 va informar que el projecte no s’estava produint, perquè cap estudi no estava disposat a finançar-lo. En un moment donat, Matthew Robbins va considerar la possibilitat de fer la pel·lícula com una pel·lícula d’animació en 2D amb l’artista francès Joann Sfar per reduir els costos, però del Toro finalment va decidir que havia de ser stop-motion, fins i tot si el pressupost més alt feia que fos més difícil amb llum verda. Tot i això, el 22 d’octubre de 2018 es va anunciar que la pel·lícula s’havia revifat, amb l’adquisició de Netflix.

### Càsting
El 31 de gener de 2020 es va anunciar que Ron Perlman, Tilda Swinton, Ewan McGregor, Christoph Waltz i David Bradley s’havien unit al repartiment de la pel·lícula. Daniel Radcliffe, Tom Waits i Christopher Walken eren considerats anteriorment. El 19 d’agost de 2020, Gregory Mann, Cate Blanchett, Tim Blake Nelson, Finn Wolfhard, John Turturro i Burn Gorman es van unir al repartiment de la pel·lícula.

### Rodatge

Escultura de Pinotxo usada a la pel·lícula en una mostra a la Cineteca Nacional de Mèxic.

El rodatge va començar a Guadalajara (Mèxic) i Portland (Oregon) el 31 de gener de 2020 i estava previst que durés cinc mesos.

### Música
El 8 de gener de 2020, Alexandre Desplat va començar a compondre la partitura de la pel·lícula, a més d’escriure cançons originals per a la pel·lícula. La pel·lícula és la segona vegada que Desplat i del Toro col·laboren en una pel·lícula, sent la primera The Shape of Water. Nick Cave havia dit anteriorment el 23 d'agost de 2012 que seria el compositor de la pel·lícula.

## Llançament
El 6 de novembre de 2018, Netflix va fixar la data d’estrena de la pel·lícula per al 2021. El 14 de gener de 2021, el conseller delegat de Netflix, Ted Sarandos, va revelar que el llançament de la pel·lícula es podria traslladar al "2022 o posterior", i Netflix llançaria sis pel·lícules d'animació a l'any.